# Grange Hill (Essex)
Grange Hill – osada w Anglii, w Esseksie, w dystrykcie Epping Forest. Leży 10,5 km od miasta Epping, 30,8 km od miasta Chelmsford i 16 km od Londynu. W 2011 miejscowość liczyła 6620 mieszkańców.